# Han kínaiak
A han kínaiak (egyszerűsített kínai: 汉族 vagy 汉人, hagyományos kínai: 漢族 vagy 漢人, pinjin: hànzú vagy hànrén, magyaros átírással hancu, illetve hanzsen) Kína legnagyobb népcsoportja, az ország lakosságának 92%-át alkotják. Tajvan (Taiwan) lakosságának 98%-a han kínai, Szingapúrnak mintegy 78%-a. A világ népességének csaknem 20%-a kínai, ezzel a legnagyobb népcsoportnak számít a világon. A han kínaiak genetikailag, nyelvileg és kulturálisan több csoportra is oszthatóak a más népekkel és Kínában élő törzsekkel való keveredésnek köszönhetően.

## Földrajzi elterjedés

### Kontinentális Kína, Hongkong és Makaó
A han kínaiak nagy része, több mint 1,2 milliárd ember, a Kínai Népköztársaság területén él, ahol a lakosság 92%-át teszik ki. A tartományok lakosságának túlnyomó többségét jelentik, kivéve Hszincsiang (Xinjiang)ot, ahol a populáció 41%-a han kínai, illetve Tibetet, ahol alig 6%. A speciális igazgatású területeken is többségben han kínaiak élnek, Hongkongban a lakosság 95%-a, Makaón pedig a népesség 96%-a.

### Tajvan(Taiwan)
Tajvan (Taiwan)on csaknem 22 millió han kínai él, akik a 17. században kezdtek a kontinentális Kínából a szigetre vándorolni. A különféle tartományokból származó kínaiak egymással és a tajvan (taiwan)i őslakosokkal is keveredtek. Csen Sun-seng (Chen Shun-sheng) tanulmánya szerint a legújabb DNS-kutatások kimutatták, hogy Tajvan (Taiwan) lakosságának jó része han kínai és valamely őslakos tajvan (taiwan)i népcsoport génjeivel is rendelkezik.

### Külföldön élő kínaiak
Mintegy 40 millió kínai él Kínán kívül, ebből csaknem 30 millióan Délkelet-Ázsiában. Szingapúrban él a legtöbb kínai, a lakosság mintegy 78%-át teszik ki. Nagy kínai közösség él Malajzia, Thaiföld, Vietnám, Indonézia és a Fülöp-szigetek területén is. Több mint 3,3 millió kínai él az Amerikai Egyesült Államokban (ez a lakosság 1,1%-a), egymillióan Kanadában és 600 000-en Ausztráliában. Afrika területén több mint 750 000-en. Magyarországon körülbelül húszezren vannak.

## Történelem

### ACsin(Qin)-kor előtt
A kínai a legősibb ma is létező civilizáció. A Sárga-folyó évenkénti áradásai során lerakott termékeny hordalékon már az i. e. 6. évezredben kialakult a földművelő életmód.
A mondabeli első kínai császár Huang-ti (Huangdi), i. e. 2100-ban alapította meg az első kínai államot a mai Peking környékén. Ezután kialakult a többi kínai királyság is.

### ACsin(Qin)-dinasztia alatt
I. e. 221 táján a Csin (Qin) állam Csin Si Huang-ti (Qin Shi Huangdi) vezetésével legyőzte a többi tizenegy nagy fejedelemséget, létrejött az egységes kínai állam. Ez a császárság sokféle etnikumot egyesített, de kifelé jól védhető volt: keletről a tenger, délről az áthatolhatatlan erdőségek, nyugatról a hegyek határolták. Mindössze északról volt sebezhető. A nomád népek támadásait kivédendő épült meg az i. e. 5-1. évszázad között a kínai nagy fal erődrendszer, melynek egységesítése Cseng (Zheng) császár érdeme.

### A Han- és aCsing(Qing)-dinasztia között
A Csin (Qin)-dinasztia, majd az azt követő Han- és Csin (Jin)-dinasztia uralkodása idején Kína óriásit fejlődött. A virágzásnak a hsziungnuk i. sz. 316-os hódítása vetett véget. Kína 589-ig sok részre szakadva maradt, majd 589-ben a Szuj (Sui)-dinasztia egyesítette. A Tang-dinasztia vezetésével 875-ig maradt egységes állam, akkor sok fejedelemségre esett szét. Ez az „öt dinasztia kora”, amely 960-ig tartott. A Szung-dinasztia vezetése alatt Kína újra egyesült. Az 1127-es dzsürcsi hódítással véget ért a kínai dinasztiák kora. 1279-ben Kubiláj mongol nagykán lett a kínai császár, megalapította a Jüan (Yuan)-dinasztiát. Ennek helyébe 1368-ban a kínai Ming-dinasztia lépett. Végül 1644 és 1911 között a mandzsu Csing (Qing)-dinasztia uralkodott. Ekkor alakul ki Kína jelenlegi határa. Elfoglalták Tajvant és Tibetet, határszerződést kötöttek Oroszországgal. Kína a 18. század végéig terjeszkedett. Csien-lung (Qianlong) kínai császár halála után megindult Kína bomlása.

### A Kínai Köztársaság idején
Az 1842-es, majd 1856–60-as ópiumháborúk során Kína az egyenlőtlen szerződések révén lényegében függőségbe került, elsősorban Angliától, de más akkori nagyhatalmaktól is. Közben az elnyomott tömegek egyre jobban lázadoztak. Az 1901-ben levert bokszerlázadás után 1911-ben polgári demokratikus forradalom döntötte meg a császárságot. Kína köztársaság lett. Ezután hamar eluralkodott a káosz. Gyakran beavatkoztak külső hatalmak, elsősorban Japán és Anglia. 1925-ben polgárháború tört ki, amely 1949-ig tartott. A második világháború idején, a Japán ellen vívott háború közben sem szünetelt a polgárháború. A nemzetközileg elismert kínai kormány élén a Kuomintang (Nemzeti Párt) állott. 1949-ben a kommunisták a szárazföldről kiszorították a Kuomintang pártot Tajvan szigetére. Megalakult a Mao Ce-tung (Mao Zedong) vezette Kínai Népköztársaság.

### A Kínai Népköztársaság
1958-ban Mao Ce-tung (Mao Zedong) meghirdette „Nagy ugrást” (大跃进; Dà yuèjìn). Az ekkor megkezdődött folyamatok az 1966–69-es kulturális forradalomban érték el csúcspontjukat.
A '70-es évektől kezdve Kína folyamatosan bontotta le merev rendszerét. Gazdaságpolitikája kapitalista jellegű lett, miközben a pártállam fennmaradt. A demokráciát követelő 1989-es diáklázadást vérbe fojtotta a karhatalom.

## Fordítás
- Ez a szócikk részben vagy egészben  a   Han Chinese című angol Wikipédia-szócikk fordításán alapul.  Az eredeti cikk szerkesztőit annak laptörténete sorolja fel. Ez a jelzés csupán a megfogalmazás eredetét és a szerzői jogokat jelzi, nem szolgál a cikkben szereplő információk forrásmegjelöléseként.